# 벰 : 비컴 휴먼
〈벰 : 비컴 휴먼〉(劇場版 BEM ～BECOME HUMAN～)는 2020년 10월 2일에 개봉된 요괴인간 벰 탄생 50주년 기념 극장판 애니메이션이다. 인간이 되고 싶은, 인간보다 더 인간적인 요괴인간 벰, 베라, 베로의 마지막 이야기를 그린 작품이다.

## 출연

### 주연
- 코니시 카즈유키 : 벰 역
- 이치미치 마오 : 벨라 역
- 오노 켄쇼 : 벨로 역

### 조연
- 우치다 마아야 : 소니아 역
- 노무라 켄지 : 우즈 역
- 스와베 쥰이치 : 닥터 리사이클 역
- 야마데라 코이치 : 맨스톨 역
- 미즈키 나나 : 엠마 역
- 타카기 와타루 : 드라코 역
- 이토 시즈카 : 그레타 역
- 미야타 토시야 : 버제스 역